# Vladimir Aleinik
Vladimir Aleinik (n. 12 septembrie 1959, Smaliavičy⁠(d), RSS Bielorusă, URSS) este un săritor în apă ce a reprezentat Belarus, medaliat olimpic. A participat la 2 ediții ale Jocurilor Olimpice (1976, 1980) în care a câștigat o medalie de argint și o medalie de bronz.